# Dobytí Pamplony
Dobytí Pamplony (asi 1328, Prise de Pampelune) je frankoitalský středověký hrdinský epos, řazený mezi tzv. chansons de geste. Vznikl jako pokračování písně Vpád do Španěl ( L'Entrée d'Espagne), se kterou tvoří jakýsi prolog k Písni o Rolandovi, a je proto řazen Královského cyklu. Za autora je považován Niccolò da Verona, který se inspiroval v tzv. Turpinově kronice (Historia Karoli Magni). Píseň je dochována v jediném rukopise uloženém v italské národní knihovně Biblioteca Marciana.

## Obsah písně
Píseň vypráví o skutcích mladého rytíře Rolanda poté, co se vrátil k vojsku císaře Karla Velikého ze svých cest po Svaté zemi a Persii. Účastníkem obléhání saracénského města Pamplony se stane v době, kdy jsou unavení Frankové připraveni obléhání ukončit. Roland je povzbudí, v boji koná zázraky odvahy a nakonec město za pomoci lombardského krále Desideria z Pavie dobyje. Píseň pak pokračuje popisem dalších vítězství císaře Karla ve Španělsku, která sledují poutní cesty ke hrobu svatého Jakuba v Santiagu de Compostela.